# Parque Municipal de Mucugê
O Parque Municipal de Mucugê (PMM) é uma área de proteção da cidade de Mucugê, Chapada Diamantina, região central do estado brasileiro da Bahia, que foi criado em 1999, com o propósito de "proteger ecossistemas peculiares de altitude (domínios rupestres e campos de altitude), com cotas superiores a 1.200 m, além espécies nativas e endêmicas da flora como sempre-vivas (ex. Syngonanthus mucugensis Giulietti)".
Em sua área estão trechos importantes dos rios Piabinha, Cumbuca e o rio que dá nome à cidade, todos integrantes da bacia do Paraguaçu.

## Histórico e características
Em 1º de dezembro de 1995 o decreto municipal nº 113 instituiu a "Unidade de Manejo Sustentável de Mucugê" que foi o primeiro passo para oficialmente se criar uma unidade de conservação na cidade. O parque foi finalmente constituído com o decreto municipal n. 235, de 15 de março de 1999, após vários estudos e audiências públicas onde foram estabelecidas várias metas e sugeridas ações que, entretanto, só tiveram cumprimento aquela que delimitou a ocorrência da planta sempre-viva (Comanthera mucugensis), cuja existência estava ameaçada com o extrativismo descontrolado.
Sua gestão é vinculada à Secretaria de Cultura, Turismo e Meio Ambiente do executivo local. No princípio houve uma parceria com a Universidade Católica do Salvador, mas esta não deu seguimento à tarefa dos estudos biológicos, sendo então substituída pela Universidade Estadual de Feira de Santana, que possui um polo em Lençóis.
O parque tem três entradas: a principal, onde são recepcionados os visitantes; uma secundária, restrita a pessoas autorizadas, e uma terceira, a partir da cidade, com acesso direto ao Museu Vivo do Garimpo.